# Jimmy Lidberg

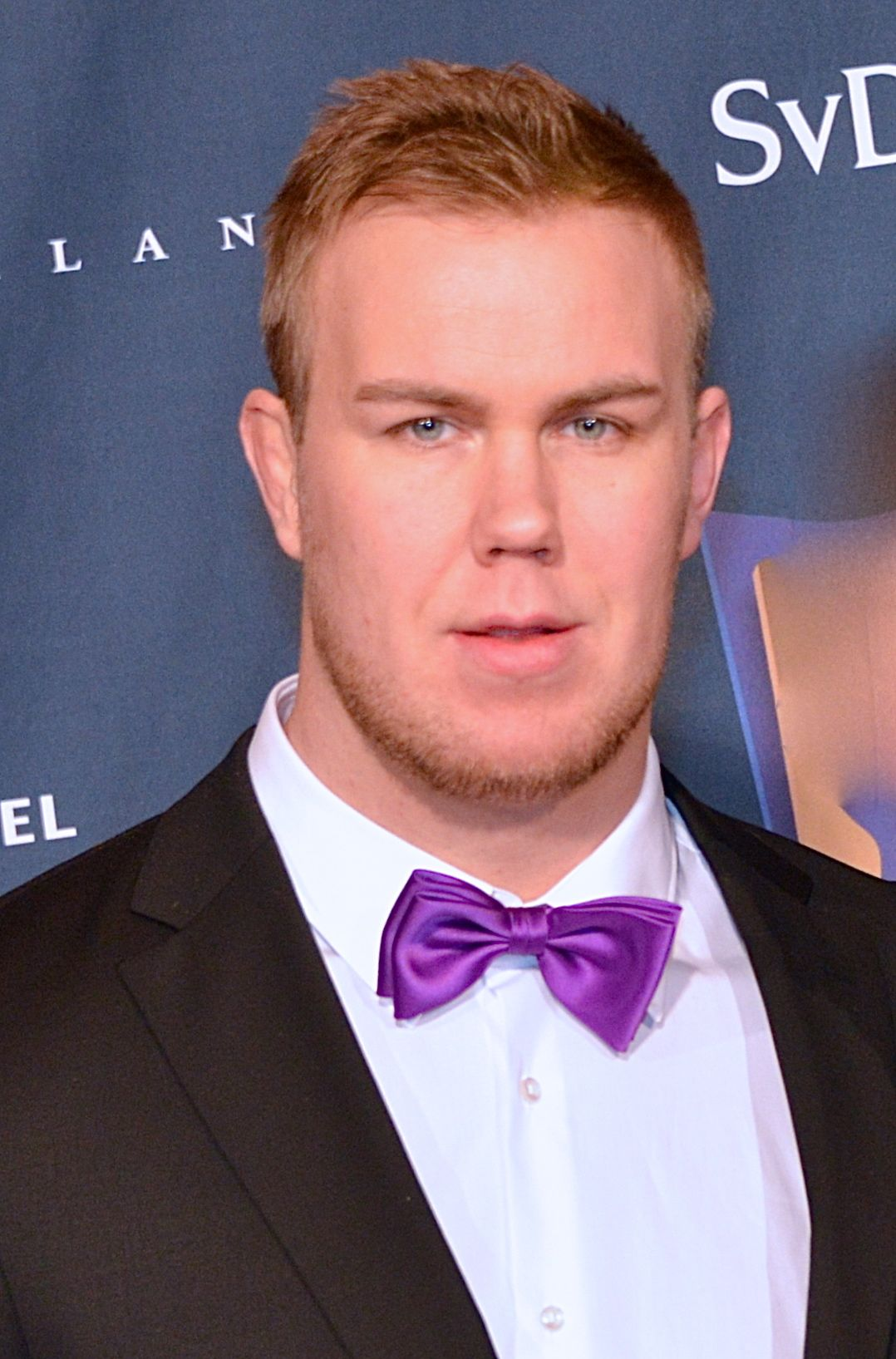
Jimmy Lidberg (2013)

Jimmy Lidberg (* 13. April 1982 in Stockholm) ist ein schwedischer Ringer. Lidberg wurde zweimal Vizeeuropameister und einmal Junioren-Vizeweltmeister.

## Werdegang
Jimmy Lidberg betätigte sich schon von seinem dritten Lebensjahr an sportlich in verschiedenen Disziplinen. Mit 14 Jahren entschied er sich für das Ringen, wohl weil sein älterer Bruder Martin in dieser Sportart schon sehr erfolgreich war. Er schloss sich in Stockholm dem dortigen Spitzenklub Spärvagens BK an. 2005 wechselte er zum Huddinge Brottarklub. Seit 2003 ringt er außerdem in der deutschen Bundesliga. Er ging bisher für vier deutsche Vereine an den Start, den SV Siegfried Hallbergmoos, den KSV Germania Aalen, den ASV Mainz 1888 und den SV Germania Weingarten.
Zu seinen Trainern gehörten Sandor Csergö und der schwedische Nationaltrainer, der frühere polnische Olympiasieger Ryszard Swierad. Lidberg ist 1,90 m groß und wiegt ca. 100 kg. Im Jahre 1998 wurde er erstmals schwedischer Juniorenmeister im Mittelgewicht im griechisch-römischen Stil, dem Stil, den er ausschließlich ringt. Schwedischer Juniorenmeister wurde er auch noch in den Jahren 2000, 2001 und 2002 im Halbschwergewicht. Im Jahre 2000 wurde er erstmals schwedischer Seniorenmeister im Halbschwergewicht. In den Jahren 2001, 2002 und 2003 wurde er jeweils schwedischer Vizemeister, weil er in den Endkämpfen jeweils von seinem Bruder Martin besiegt wurde. Seit 2004 wurde er aber bis 2008 fünfmal in Folge wieder schwedischer Meister im Halbschwergewicht.
Sein Debüt auf internationalen Ringermatten gab Jimmy Lidberg im Jahre 2000, als er bei der Junioren-Weltmeisterschaft in Nantes im Gewichtsklasse|Mittelgewicht hinter dem Ukrainer Sergei Rutenko den 2. Platz belegte. Der erste große Erfolg bei den Senioren gelang ihm im Jahre 2005. Er wurde in Warna im Halbschwergewicht mit Siegen über Mitja Sedmak, Slowenien, Wladislaw Metodiew, Bulgarien, Dimitri Timchenko, Ukraine und Marek Sitnik, Polen und einer Niederlage im Finale gegen Hamza Yerlikaya aus der Türkei Vize-Europameister. Bei der Weltmeisterschaft dieses Jahres in Budapest verlor er gleich seinen ersten Kampf gegen Wassili Teplouchow aus Russland und schied damit aus, Weil Teplouchow das Finale nicht erreichte. Er landete so auf dem 28. Platz.
Eine weitere Medaille gewann er bei der Europameisterschaft 2006 in Moskau. Zwar verlor er auch dort seinen ersten Kampf, allerdings gegen den späteren Sieger Hamza Yerlikaya. Er konnte deshalb in der Trostrunde weiterringen, in der er sich mit Siegen über Stanislaw Wolotkewicz aus Litauen und Theodoros Tounousidis aus Griechenland diese Medaille sicherte. Keine Medaille errang er bei der Weltmeisterschaft dieses Jahres in Guangzhou. Er schlug dort zwar Mindaugas Ežerskis aus Litauen und Lajos Virág aus Ungarn, verlor dann aber gegen Ramas Nosadse aus Georgien, womit er ausschied und auf den 7. Platz kam.
Ähnlich verlief das Jahr 2007. Jimmy Lidberg gewann zunächst bei der Europameisterschaft dieses Jahres nach Siegen über Igor Kostins, Lettland, Roman Meduna, Slowakei, Dimitri Timchenko und Balázs Kiss, Ungarn und einer Niederlage im Finale gegen Ramas Nosadse die EM-Silbermedaille, kam aber bei der Weltmeisterschaft dieses Jahres nur auf den 11. Platz, weil er in der 3. Runde erneut gegen Ramas Nosadse verloren hatte und in der anschließenden Trostrunde auch gegen Marek Švec aus Tschechien den Kürzeren zog.
Bei der Europameisterschaft 2008 in Tampere konnte er sich im Kampf gegen Marek Svec revanchieren und diesen nach Punkten besiegen. Er verlor aber dann schon seinen nächsten Kampf gegen Heiki Nabi aus Estland, schied aus und kam nur auf den 7. Platz. Damit hatte er keinen Startplatz bei den Olympischen Spielen in Peking. Diesen Startplatz versuchte er sich bei den Qualifikations-Turnieren in Rom bzw. in Novi Sad zu erkämpfen, was ihm aber nicht gelang. Er kam dort nur auf die Plätze 10 und 14, die bei weitem für eine Qualifikation nicht reichten.
Jimmy Lidberg ließ sich aber nicht entmutigen und gewann im Jahre 2009 erstmals bei der Europameisterschaft in Vilnius und bei der Weltmeisterschaft in Herning/Dänemark Medaillen. In Vilnius war es die Bronzemedaille, die er mit Siegen über Wladislaw Metodiew, Heiki Nabi, einer Niederlage gegen Mindaugas Ežerskis und einem Sieg über Serkan Özden aus der Türkei erkämpfte und in Herning war es gar die Silbermedaille, die er sich mit Siegen über Daigoro Timoncini, Italien, Sergei Jeroschkin, Ukraine, An-Chang-gun, Südkorea und den Olympiasieger von 2008 Aslanbek Chuschtow aus Russland, den er mit 2:1 Runden bei 7:7 Punkten niederkämpfte, bei einer knappen Niederlage im Finale gegen Balázs Kiss aus Ungarn, holte.
2010 verlor Jimmy Lidberg bei der Europameisterschaft in Baku seinen ersten Kampf gegen Kalojan Dintschew und landete deshalb abgeschlagen auf dem 19. Platz. Aber schon bei der Weltmeisterschaft 2010 in Moskau erreichte er mit Siegen über Ivan Nemeth, Ungarn, Daigoro Timoncini, Mirko Englich, Deutschland, einer Niederlage gegen Timofei Dseinitschenko aus Belarus und einem Sieg über Justin Ruiz aus den Vereinigten Staaten den 3. Platz und gewann damit wieder eine Bronzemedaille.
2011 startete er nur bei der Weltmeisterschaft in Istanbul. Nach Siegen über Justin Ruiz, Amor Ayari, Tunesien, Timofei Dseinitschenko und Cenk İldem, Türkei stand er im Finale gegen Elis Guri, einen in Bulgarien eingebürgerten Albaner. Leider gelang ihm auch diesmal nicht der erste Titelgewinn, denn er verlor gegen Guri knapp nach Punkten und musste sich wieder mit der Silbermedaille begnügen.
Im Jahre 2012 missglückte Jimmy Lidberg dann die Generalprobe für die Olympischen Spiele in London, denn er belegte bei der Europameisterschaft in Belgrad nur den 15. Platz. In London hingegen gewann er die Bronzemedaille.

## Internationale Erfolge
| Jahr | Platz  | Wettbewerb                             | Gewichtsklasse | Ergebnisse |
| 2000 | 2.     | Junioren-WM in Nantes                  | Mittel         | mit Siegen über Wladislaw Metodiew, Bulgarien, Rahul Kabhor, Indien, Douglas Avila, Venezuela u. Abdullah Dschabreilow, Kasachstan u. einer Niederlage gegen Sergej Rutenko, Ukraine |
| 2001 | 11.    | EM in Istanbul                         | Halbschwer     | Sieger: Alexander Besrutschkin, Russland vor Ali Mollow, Bulgarien und Petru Sudureac, Rumänien                                                                                      |
| 2001 | 20.    | WM in Patras                           | Halbschwer     | nach Niederlagen gegen Ehsan Karimfar, Iran und Jari Kortesmäki, Finnland |
| 2002 | 27.    | WM in Moskau                           | Halbschwer     | nach Niederlagen gegen Marek Sitnik, Polen und Karam Ibrahim, Ägypten |
| 2005 | 3.     | Poland-Open in Wałbrzych               | Halbschwer     | hinter Roman Meduna, Slowakei u. Justin Ruiz, USA, gemeinsam mit Mindaugas Ežerskis, Litauen                                                                                         |
| 2005 | 2.     | EM in Warna                            | Halbschwer     | mit Siegen über Mitja Sedmak, Slowenien, Wladislaw Metodiew, Dimitrij Timtschenko, Ukraine und Marek Sitnik und eine Finalniederlage gegen Hamza Yerlikaya, Türkei                   |
| 2005 | 28.    | WM in Budapest                         | Halbschwer     | nach einer Niederlage gegen Wassili Teplouchow, Russland |
| 2006 | 3.     | EM in Moskau                           | Halbschwer     | nach Siegen über Stanislaw Wolotkevicz, Litauen und Theodoros Tounousidis, Griechenland und einer Niederlage gegen Hamza Yerlikaya                                                   |
| 2006 | 7.     | WM in Guangzhou (Kanton)               | Halbschwer     | mit Siegen über Mindaugas Ežerskis, Litauen und Lajos Virág, Ungarn und einer Niederlage gegen Ramas Nosadse, Georgien                                                               |
| 2007 | 2.     | EM in Sofia                            | Halbschwer     | nach Siegen über Igor Kostnis, Lettland, Roman Meduna, Slowakei, Dimitrij Timtschenko u. Balázs Kiss, Ungarn und einer Niederlage gegen Ramas Nosadse                                |
| 2007 | 11.    | WM in Baku                             | Halbschwer     | mit Siegen über Han Tae-young, Südkorea und Kalojan Dintschew, Bulgarien u. Niederlagen gegen Ramas Nosadse und Marek Švec, Tschechien                                               |
| 2008 | 7.     | EM in Tampere                          | Halbschwer     | mit Siegen über Beniamino Scibilia, Italien u. Marek Svec u. einer Niederlage gegen Heiki Nabi, Estland                                                                              |
| 2008 | 2.     | Großer Preis von Ungarn in Szombathely | Halbschwer     | hinter Balázs Kiss, Ungarn und vor Aslanbek Chuschtow, Russland |
| 2008 | 10.    | Olympia-Qualif.-Turnier in Rom         | Halbschwer     | Sieger: Kalojan Dintschew vor Lajos Virág, Ungarn |
| 2008 | 14.    | Olympia-Qualif.-Turnier in Novi Sad    | Halbschwer     | Sieger: Mohamed Karim Gaber Ibragim vor Theodoros Tounousidis, Griechenland |
| 2009 | 3.     | EM in Vilnius                          | Halbschwer     | nach Siegen über Wladislaw Metodiew und Heiki Nabi, Estland, einer Niederlage gegen Mindaugas Ežerskis und einem Sieg über Serkan Özden, Türkei                                      |
| 2009 | 2.     | WM in Herning/Dänemark                 | Halbschwer     | nach Siegen über Daigoro Timoncini, Italien, Sergei Jeroschkin, Ukraine, An Chang-gun, Südkorea und Aslanbek Chuschtow, Russland und einer Niederlage gegen Balázs Kiss, Ungarn      |
| 2010 | 5.     | „Vehbi-Emre“-Memorial in Istanbul      | Halbschwer     | hinter Aslanbek Chuschtow, Cenk İldem, Türkei, Oleg Kryoka, Ukraine und Ahmet Tacyldiz, Türkei                                                                                       |
| 2010 | 19.    | EM in Baku                             | Halbschwer     | nach einer Niederlage gegen Kalojan Dintschew |
| 2010 | 3.     | WM in Moskau                           | Halbschwer     | nach Siegen über Ivan Nemeth, Ungarn, Daigoro Timoncini und Mirko Englich, Deutschland, einer Niederlage gegen Timofei Dseinitschenko, Belarus und einem Sieg über Justin Ruiz       |
| 2011 | 1.     | Golden-Grand-Prix in Szombathely       | Halbschwer     | vor Ewgeni Askarow, Usbekistan, György Rizmajer, Ungarn und Cenk Ildem |
| 2011 | 3.     | Golden-Grand-Prix in Baku              | Halbschwer     | hinter Babak Hossein Ghorbani Goldasteh, Iran und Aslanbek Chuschtow, gemeinsam mit Balázs Kiss                                                                                      |
| 2011 | 1.     | „Ion-Corneanu“-Memorial in Targoviste  | Halbschwer     | vor Ivan Nemeth, Daigoro Timoncini und Artur Schachbanow, Russland |
| 2011 | 2.     | WM in Istanbul                         | Halbschwer     | nach Siegen über Justin Ruiz, Amor Ayari, Tunesien, Timofei Dseinitschenko und Cenk Ildem und einer Niederlage gegen Elis Guri, Bulgarien                                            |
| 2012 | 15.    | EM in Belgrad                          | Halbschwer     | Sieger: Artur Aleksanjan, Armenien vor Mindaugas Ežerskis |
| 2012 | 3.     | Azovmash-Cup in Mariupol               | Halbschwer     | hinter Nikita Melnikow und Witali Raganin, beide Russland, gemeinsam mit Nazmi Avluca, Türkei                                                                                        |
| 2012 | Bronze | OS in London                           | Halbschwer     | nach Siegen gegen Norikatsu Saikawa, einer Niederlage gegen Rustam Totrow sowie Siegen gegen Timofei Dseinitschenko und Schalwa Gadabadse                                            |

## Erläuterungen
- alle Wettkämpfe im griechisch-römischen Stil
- OS = olympische Spiele, WM = Weltmeisterschaft, EM = Europameisterschaft
- Mittelgewicht, bis 2001 bis 85 kg, seit 2002 bis 84 kg, Halbschwergewicht, bis 2001 bis 97 kg, seit 2002 bis 96 kg Körpergewicht